# Sha Guoli
Dans ce nom, le nom de famille, Sha, précède le nom personnel.
Sha Guoli, (en chinois : 沙 國利), né le 30 août 1960, est un ancien joueur chinois de basket-ball.